# بونافنتورا سوكامبي
بونافنتورا سوكامبي (بالفرنسية: Bonaventure Sokambi)‏ (مواليد 1 يناير 1992) هو لاعب كرة قدم غابوني في مركز الهجوم ويلعب حاليًا لصالح نادي أولمبي الشلف الجزائري.

## الألقاب
مونانا
الوصيف
- الدوري الغابوني الممتاز: 2012–13، 2013–14

## روابط خارجية
- بونافنتورا سوكامبي على موقع قاعدة بيانات كرة القدم.إي يو (الإنجليزية)
- بونافنتورا سوكامبي على موقع ناشيونال فوتبول تيمز (الإنجليزية)
- بونافنتورا سوكامبي على موقع Soccerway.com (الإنجليزية)

- صفحة اللاعب على سوكرواي